# مگس‌گیر نیلی
مگس‌گیر نیلی (نام علمی: Eumyias indigo) گونه‌ای از پرندگان خانواده مگس‌گیران جهان قدیم (Muscicapidae) است که در اندونزی و مالزی یافت می‌شود، جایی که در سوماترا، جاوه و مناطق کوهستانی شمالی بورنئو زیست می‌کند. زیستگاه طبیعی آن جنگل‌های کوهستانی نمناک استوایی بین ۹۰۰ متر تا ۳۰۰۰ متر است که در آن گونه‌ها رایج تا نسبتاً رایج هستند.